# Phyllodistomum borisbychowski
Phyllodistomum borisbychowski är en plattmaskart. Phyllodistomum borisbychowski ingår i släktet Phyllodistomum och familjen Gorgoderidae. Inga underarter finns listade i Catalogue of Life.